# Суховарино (Тверская область)
Суховарино — деревня в Андреапольском районе Тверской области. Входит в Волокское сельское поселение.

## География
Расположена примерно в 1,5 верстах к западу от относительно большой деревни Горицы и к востоку от небольшого озера Высинское.

## История
В конце XIX - начале XX века на деревня входила в Холмский уезд Псковской губернии..